# Beilingen
Beilingen település Németországban, Rajna-vidék-Pfalz tartományban. Lakosainak száma 393 fő (2023. december 31.).

## Népesség
A település népességének változása:
| Lakosok száma | 375  | 396  | 395  | 408  | 401  | 393  |
|               | 1975 | 2017 | 2019 | 2021 | 2022 | 2023 |